# Gnoccata
La gnoccata est le nom d'une fête folklorique et gastronomique dédiée aux gnocchis qui se déroule tous les trois ans dans la commune de Guastalla en Émilie-Romagne.

## Histoire
Elle prend son origine en 1868 lors d'une révolte contre la hausse des impôts sur la farine, taxation qui frappait les classes les plus pauvres déjà durement éprouvées. La rébellion des meuniers pris une forme particulièrement originale: ces derniers décidaient, à l'insu des autorités, d'organiser une fête populaire - en intronisant un personnage à moitié carnavalesque moitié allégorique dénommé « Roi des gnocchi » - et en distribuant gratuitement les gnocchis à toute la population. Suspendue en 1880, et dans la période d'après-guerre jusque dans les années 1980, cette fête est reproposée depuis avec une cadence triennale au mois de mai. La dernière édition s'est déroulée le 18 mai 2008.

## Aujourd'hui
Depuis la fête a perdu sa connotation sociale, devenant plus spectaculaire dans la construction de grands cortèges et dans la réalisation de chars thématiques. Outre la consommation de plus deux tonnes de gnocchis par les visiteurs et l'intronisation du roi des gnocchis, le clou de la fête est le cortège historique divisé en deux parties; la première des « signori » (défilé des personnages ayant exercé leur souveraineté sur la région) et la  deuxième du « popolino » (défilé de chars représentant les anciennes corporations de métiers). L'ensemble du cortège est animé de lancers de drapeaux par les sbandieratori (it), de fanfares, de théâtres burattini, etc.

## Sources
- (it) Cet article est partiellement ou en totalité issu de l’article de Wikipédia en italien intitulé « Gnoccata » (voir la liste des auteurs).
- (it) Site de Finesettimana